# Бирюков, Станислав Андреевич
Станислав Андреевич Бирюков (род. 5 мая 1986, Курган) — российский футболист, игрок в пляжный футбол и в футволей. Тренер футбольной школы «Смена» (Санкт-Петербург). Есть брат-близнец Игорь, выступали в одной команде.

## Биография
Родился в городе Кургане. Вместе со своим братом-близнецом Игорем занимался в родном городе пляжным футболом. Затем братья перебрались в Санкт-Петербург, где выступали за СДЮШОР «Зенит» и ФК «Локомотив». Воспитанник ФШ «Приморец» (Санкт-Петербург).
В 2004 году начали своё выступление за местный пляжный футбольный клуб «Тим» (Санкт-Петербург). В 2006 году Станислав вместе со своей командой стал чемпионом России по пляжному футболу, который проходил в городе Сочи. В 2009 году вместе с братом перешёл в клуб «Динамо-НОМОС» и в этом же году стал бомбардиром[уточнить] чемпионата России по пляжному футболу.
Окончил Национальный государственный университет физической культуры, спорта и здоровья имени П. Ф. Лесгафта, кафедра теории и методов футбола.
В 2009 году играл за футбольный клуб «Тревис и ВВК».
До 31 мая 2011 года играл за «Сити» (Санкт-Петербург). Выступал за «Кристалл». На чемпионате России по пляжному футболу 2011 играл за «Крылья Советов». С 12 апреля 2013 года игрок «Сити» (Санкт-Петербург). С 1 июля 2013 года — МГУП. В 2013 году в 5 матчах забил 9 голов. В составе команды «Фрико» участвовал в «Первенстве Санкт-Петербурга по пляжному футболу в закрытых помещениях. Весна 2014» и «Кубке Санкт-Петербурга 2015 года по пляжному футболу».
С 2019 года работает тренером футбольной школы «Смена», филиал Коломяги (Санкт-Петербург).

## Награды
- Обладатель Кубка Санкт-Петербурга по пляжному футболу (2005)
- Чемпион России по пляжному футболу (2006)
- Чемпион Санкт-Петербурга по пляжному футболу (2006)
- Обладатель Кубка Санкт-Петербурга по пляжному футболу (2006)
- Обладатель Кубка Санкт-Петербурга по пляжному футболу на снегу (2006)
- Бронзовый призёр чемпионата России (2007)
- Чемпион Санкт-Петербурга по пляжному футболу (2007)
- Победитель первенства МРО «Северо-Запад» (2007)
- Финалист Кубка города Санкт-Петербург (2009)
- Чемпион Северо-Западного региона России по пляжному футболу (2010)
- Бронзовый призёр чемпионата России по пляжному футболу (2011)
- Бронзовый призёр Чемпионат Москвы по пляжному футболу (2013)